# Autoretrat prop del Gòlgota
Autoretrat prop del Gòlgota (en francès Autoportrait près du Golgotha) és un quadre de Paul Gauguin fet el 1896 al principi de la seva segona estada a Tahití. Es conserva al Museu de Arte de São Paulo. Es coneix per la referència núm. 534 del catàleg de Wildenstein.

## Context
L'autoretrat expressa els seus turments físics i morals. A França s'havia fracturat una cama en una baralla i s'havia contagiat de sífilis. En tornar per segon cop a Tahití la seva salut va empitjorar. Va intentar tornar amb la seva antiga amant, Tehemana, però les úlceres que a Gauguin li havien sortit a la cama, que podrien ser d'origen sifilític, la van espantar tant que el va deixar. El maig de 1896 reconeix que està prop del suïcidi («cosa ridícula de fer però probablement inevitable»). El juliol va ingressar a l'hospital militar de Papeete on es va registrar com a indigent i on escriu:
«Estic a l'hospital colonial tractant-me el peu que està molt espatllat […] Només em queda dir-te que […] segueixo pintant quadres que són grollerament repel·lents.».
A l'inici de la segona estada a Tahití moralment també estava afectat. Les crítiques de l'última exposició a París havien sigut dures i se sentia abandonat pels amics. Gauguin, que havia deixat la seva professió de banquer i la seva família, no podia entendre que es volgués revolucionar l'art des d'una posició acomodada en la burgesia parisenca.

## Descripció
Aquest estat d'ànim el reflecteix en el quadre. A diferència d'autoretrats anteriors, les seves faccions són menys marcades i expressa patiment. Els seus ulls pesats i apagats expressen dolor i fatiga. La mirada fixa i decidida és alhora desafiant i digne, conscient de la realitat. Darrere seu, a cada costat, apareixen unes figures obscures, un monjo encaputxat i un indi probablement inca. Són els símbols de la seva personalitat dual, el cristianisme europeu i les arrels peruanes, a més d'espectres de la mort.
El Gòlgota és el turó als afores de Jerusalem on Crist va patir el calvari. Aquesta referència cristiana que va deixar inscrita en el quadre és una mostra que el pintor es considerava un màrtir de l'art. La bata d'hospital sembla una túnica d'un condemnat.

## Historial
El quadre no el va enviar a França per vendre'l com la resta. Després de la seva mort va ser subhastat a Papeete, el 1903, junt amb la resta de les seves pertinences. Va ser adquirit per l'escriptor Victor Ségalen que havia anat a les illes Marqueses per informar-se dels últims dies del pintor i es va trobar amb un «retrat dolorós». En tornar a França, el va vendre a Ambroise Vollard.
L'obra està publicada en el catàleg de Wildenstein de 1964 amb el número 534, i en el catàleg de Gabriele Sugana de 1972 amb el número 377.